# Gustav Emil Devrient
Pour les articles homonymes, voir Devrient.
Gustav Emil Devrient, né à Berlin le 4 septembre 1803 et mort à Dresde le 7 août 1872, est un comédien allemand, dépositaire de l'anneau d'Iffland depuis 1832.

## Biographie

### Liens familiaux
Il est un neveu du comédien Ludwig Devrient.